# Volta a la Comunitat Valenciana
La Volta al País Valencià (oficialment Volta a la Comunitat Valenciana) és una competició ciclista per etapes que es disputa al País Valencià des del 1929. Actualment forma part de l'UCI ProSeries en la categoria 2.Pro.
La prova no s'ha celebrat contínuament des de 1929, ja que ha tingut diverses interrupcions –no s'ha celebrat durant 20 anys per motius diversos. El 2016 es va tornar a disputar, després de no fer-ho des del 2008 i s'ha disputat de manera continuada des de llavors, fins i tot superant crisis com la pandèmia de COVID-19. La seva consolidació li ha permès formar part de la categoria 2.Pro de l'UCI des de 2020.
Així mateix, el seu nom també ha canviat, essent l'actual només vigent des de 1984. Prèviament, la cursa s'havia anomenat Volta a Llevant fins al 1933; a partir de 1934 s'anomenà Volta a la Regió Valenciana; però el 1954 tornà a recuperar el nom inicial, que manté fins al 1977. El 1979 –no es disputà el 1978– fou anomenada Volta a les Tres Províncies o Volta a Alacant, València i Castelló i, a partir de 1986, rep el nom actual de Volta a la Comunitat Valenciana.
El seu format també ha canviat ja que la primera edició, guanyada per Salvador Cardona, fou una prova de 4 etapes i, posteriorment, aquestes s'ampliaren i es reduiren fins a un màxim de 10 el 1955. Actualment, la prova es disputa sobre 5 etapes. El ciclista que més victòries ha aconseguit en la competició és el murcià Alejandro Valverde, qui n'ha aconseguit tres.

## Palmarès
| Any  | Vencedor                        | Segon                           | Tercer                         |
| ---- | ------------------------------- | ------------------------------- | ------------------------------ |
| 1929 | Salvador Cardona i Balbastre    | Valeriano Riera Franco          | Joan Mateu Ribé                |
| 1930 | Marià Cañardo i Lacasta         | Josep Maria Sans Ciurana        | Joan Mateu Ribé                |
| 1931 | Federico Ezquerra Alonso        | Valeriano Riera Franco          | Marià Cañardo i Lacasta        |
| 1932 | Ricardo Montero Hernández       | Marià Cañardo i Lacasta         | Antonio Escuriet San Pedro     |
| 1933 | Antonio Escuriet San Pedro      | Emiliano Álvarez Arana          | Federico Ezquerra Alonso       |
| 1940 | Federico Ezquerra Alonso        | Diego Cháfer                    | Antonio Escuriet San Pedro     |
| 1942 | Julián Berrendero Martín        | Fermo Camellini                 | Diego Cháfer                   |
| 1943 | Francisco Antonio Andrés        | Julián Berrendero Martín        | Isidro Bejarano                |
| 1944 | Antonio Martín Eguia            | Vicente Miró                    | Delio Rodríguez Barros         |
| 1947 | Joaquim Olmos Forés             | Agustí Miró i Caballé           | Joan Gimeno                    |
| 1948 | Emilio Rodríguez Barros         | Ricardo Ferrándiz               | Joan Gimeno                    |
| 1949 | Joaquim Filba Pascual           | Mateu Alemany Enseñat           | Antonio Sánchez Belando        |
| 1954 | Salvador Botella Rodrigo        | Vicenç Iturat Gil               | Bernardo Ruiz i Navarrete      |
| 1955 | Francesc Massip i Llop          | Mariano Corrales Lausín         | Josep Segú i Soriano           |
| 1956 | René Marigil de Mingo           | Antonio Bertrán Panadés         | José Escolano Sánchez          |
| 1957 | Bernardo Ruiz i Navarrete       | Salvador Botella Rodrigo        | Andreu Trobat García           |
| 1958 | Hilaire Couvreur                | Joan Escolà                     | Julio San Emeterio Abascal     |
| 1959 | Rik Van Looy                    | Edgard Sorgeloos                | Gilbert Desmet                 |
| 1960 | Fernando Manzaneque Sánchez     | Francisco Moreno Martínez       | Jesús Galdeano Portillo        |
| 1961 | Salvador Botella Rodrigo        | Joaquín Barceló Santonja        | Gabriel Mas Arbona             |
| 1962 | Fernando Manzaneque Sánchez     | Antonio Bertrán Panadés         | José Martín Colmenarejo Pérez  |
| 1963 | José Martín Colmenarejo Pérez   | Raúl Rey Fomosel                | Esteban Martín Jiménez         |
| 1964 | Antonio Gómez del Moral         | Antón Barrutia Iturriagoitia    | Eusebio Vélez Mendizábal       |
| 1965 | José Pérez Francés              | Josep Suria                     | Sebastián Elorza Uría          |
| 1966 | Angelino Soler i Romaguera      | José Antonio Momeñe Campo       | Josep Suria                    |
| 1967 | José Pérez Francés              | Angelino Soler i Romaguera      | Eugenio Lisarde                |
| 1968 | Mariano Díaz Díaz               | Andrés Gandarias Albizu         | Daniel Varela                  |
| 1969 | Eddy Merckx                     | José Manuel López Rodríguez     | Gabriel Mascaró Febrer         |
| 1970 | Ventura Díaz Arrey              | Jesús Manzaneque Sánchez        | Joaquín Galera Magdelano       |
| 1971 | José Manuel López Rodríguez     | Jesús Luis Ocaña Pernía         | Juan Santiago Zurano Jerez     |
| 1972 | Domingo Perurena Telletxea      | Santiago Lazcano Labaca         | Tino Tabak                     |
| 1973 | José Antonio González Linares   | José Manuel Fuente Lavandera    | José Luis Abilleira Balboa     |
| 1974 | Marcello Bergamo                | José Luis Abilleira Balboa      | Pedro Torres Cruces            |
| 1975 | Vicente López Carril            | Santiago Lazcano Labaca         | Nemesio Jiménez                |
| 1976 | Gonzalo Aja Barquín             | Jose Luis Viejo                 | Joaquim Agostinho              |
| 1977 | Bernt Johansson                 | René Leuenberger                | Custodio Mazuela               |
| 1979 | Vicent Belda i Vicedo           | Bernardo Alfonsel López         | Eulalio García Pereda          |
| 1980 | Klaus-Peter Thaler              | Eduardo Chozas Olmo             | Jordi Fortià Martí             |
| 1981 | Alberto Fernández Blanco        | Pedro Muñoz                     | Antoni Coll i Pontanilla       |
| 1982 | Pedro Muñoz                     | Faustino Rupérez Rincón         | Bernardo Alfonsel López        |
| 1983 | Raimund Dietzen                 | Stefan Mutter                   | Julián Gorospe Artabe          |
| 1984 | Bruno Cornillet                 | Peio Ruiz Cabestany             | Ángel Camarillo Llorens        |
| 1985 | Jesús Blanco Villar             | Frits Pirard                    | Sean Kelly                     |
| 1986 | Bernard Hinault                 | Jesús Blanco Villar             | Jörg Müller                    |
| 1987 | Stephen Roche                   | Jesús Blanco Villar             | Julián Gorospe Artabe          |
| 1988 | Erich Maechler                  | Julián Gorospe Artabe           | Jesús Blanco Villar            |
| 1989 | Peio Ruiz Cabestany             | Remig Stumpf                    | Charly Mottet                  |
| 1990 | Tom Cordes                      | Erich Maechler                  | Rolf Gölz                      |
| 1991 | Melcior Mauri i Prat            | Steven Rooks                    | Peter Hilse                    |
| 1992 | Melcior Mauri i Prat            | Erik Breukink                   | Andrea Chiurato                |
| 1993 | Julián Gorospe Artabe           | Stefano Della Santa             | Miguel Indurain Larraya        |
| 1994 | Viatxeslav Iekímov              | Miguel Indurain Larraya         | Tony Rominger                  |
| 1995 | Alex Zülle                      | Laurent Jalabert                | Abraham Olano Manzano          |
| 1996 | Laurent Jalabert                | Íñigo Cuesta López de Castro    | Mariano Rojas Gil              |
| 1997 | Juan Carlos Domínguez Domínguez | Armand de Las Cuevas            | Christophe Moreau              |
| 1998 | Pascal Chanteur                 | Bo Hamburger                    | Santos González Capilla        |
| 1999 | Alekszandr Vinokurov            | Wladimir Belli                  | Javier Pascual Rodríguez       |
| 2000 | Abraham Olano Manzano           | Juan Carlos Domínguez Domínguez | José Alberto Martínez Trinidad |
| 2001 | Fabian Jeker                    | Michael Boogerd                 | Alekszandr Vinokurov           |
| 2002 | Alex Zülle                      | Ivan Basso                      | Claus Michael Møller           |
| 2003 | Dario Frigo                     | David Bernabeu Armengol         | Javier Pascual Llorente        |
| 2004 | Alejandro Valverde Belmonte     | Antoni Colom Mas                | David Blanco Rodríguez         |
| 2005 | Alessandro Petacchi             | Aitor Pérez Arrieta             | Antoni Colom Mas               |
| 2006 | Antoni Colom Mas                | Ricardo Serrano González        | David Bernabeu Armengol        |
| 2007 | Alejandro Valverde Belmonte     | Tadej Valjavec                  | Fränk Schleck                  |
| 2008 | Rubén Plaza Molina              | Manuel Vázquez Hueso            | Xavier Florencio Cabré         |
| 2016 | Wout Poels                      | Luis León Sánchez Gil           | Beñat Intxausti Elorriaga      |
| 2017 | Nairo Quintana Rojas            | Ben Hermans                     | Manuel Senni                   |
| 2018 | Alejandro Valverde Belmonte     | Luis León Sánchez Gil           | Jakob Fuglsang                 |
| 2019 | Ion Izagirre Insausti           | Alejandro Valverde Belmonte     | Peio Bilbao López de Armentia  |
| 2020 | Tadej Pogačar                   | Jack Haig                       | Tao Geoghegan Hart             |
| 2021 | Stefan Küng                     | Nélson Oliveira                 | Enric Mas Nicolau              |
| 2022 | Aleksandr Vlàssov               | Remco Evenepoel                 | Carlos Rodríguez Cano          |
| 2023 | Rui Alberto Faria da Costa      | Giulio Ciccone                  | Tao Geoghegan Hart             |
| 2024 | Brandon McNulty                 | Santiago Buitrago Sánchez       | Aleksandr Vlàssov              |
| 2025 | Santiago Buitrago Sánchez       | João Almeida                    | Peio Bilbao López de Armentia  |